# Idol Star Athletics Championships
Idol Star Athletics Championships (en hangul, 아이돌 스타 육상 선수권 대회) es un programa de televisión surcoreano el cual fue transmitido al aire por primera vez en 2010. El programa cuenta con celebridades, especialmente los cantantes y grupos coreanos de ídolos pop, que compiten en eventos multi-deportivos. El programa es transmitido por MBC.

## Idol Star Athletics
| Año  | Lugar                 | Fechas de transmisión         | Eventos      | Eventos         | Eventos  | Competidores     | Notas | Ref.                 |
| Año  | Lugar                 | Fechas de transmisión         | Total        | Masculino       | Femenino | Competidores     | Notas | Ref.                 |
| ---- | --------------------- | ----------------------------- | ------------ | --------------- | -------- | ---------------- | --- | -------------------- |
| 2010 | Estadio Mokdong       | 25 y 26 de septiembre de 2010 | 10           | 5               | 5        | 130 (16 equipos) | Idol Star Athletics Championships                                                                                                  | [ 1 ] [ 2 ] [ 3 ]    |
| 2011 | Arena Jamsil          | 5 y 6 de febrero de 2011      | 7            | 4               | 3        | 140 (17 equipos) | Idol Star Athletics – Swimming Championships & Idol Star Athletics Championships – Chuseok Special                                 | [ 4 ] [ 5 ] [ 6 ]    |
| 2011 | Estadio Mokdong       | 13 de septiembre de 2011      | 11           | 6               | 5        | 150 (12 equipos) | Idol Star Athletics – Swimming Championships & Idol Star Athletics Championships – Chuseok Special                                 | [ 4 ] [ 5 ] [ 6 ]    |
| 2012 | Arena Jamsil          | 24 y 25 de enero de 2012      | 12           | 6               | 6        | 150 (16 equipos) | Idol Star Athletics – Swimming Championships & Idol Star Olympics Championships                                                    | [ 7 ]                |
| 2012 | Estadio Mokdong       | 25 26 de julio de 2012        | 14 (2 mixto) | 7               | 5        | 150 (9 equipos)  | Idol Star Athletics – Swimming Championships & Idol Star Olympics Championships                                                    | [ 7 ]                |
| 2013 | Gimnasio de Goyang    | 11 y 20 de febrero de 2013    | 10 (1 mixto) | 5               | 4        | 150 (10 equipos) | Idol Star Athletics – Archery Championships & Idol Star Olympics Championships                                                     | [ 8 ] [ 9 ]          |
| 2013 | Gimnasio de Goyang    | 19 y 20 de septiembre de 2013 | 10           | 5               | 5        | 160 (5 equipos)  | Idol Star Athletics – Archery Championships & Idol Star Olympics Championships                                                     | [ 8 ] [ 9 ]          |
| 2014 | Arena Jamsil          | 9 y 10 de enero de 2014       | 10           | 5               | 5        | 230 (8 equipos)  | Idol Star Athletics Championships                                                                                                  | [ 10 ] [ 11 ] [ 12 ] |
| 2015 | Gimnasio de Goyang    | 19 y 20 de febrero de 2015    | 9            | 5               | 4        | 220 (22 equipos) | Idol Star Athletics Championships – New Year Special & Idol Star Athletics Championships – Chuseok Special                         | [ 13 ] [ 14 ]        |
| 2015 | Gimnasio de Goyang    | 28 y 29 de septiembre de 2015 | 8            | 4               | 4        | 300 (10 equipos) | Idol Star Athletics Championships – New Year Special & Idol Star Athletics Championships – Chuseok Special                         | [ 13 ] [ 14 ]        |
| 2016 | Gimnasio de Goyang    | 9 y 10 de febrero de 2016     | 9 (1 mixto)  | 4               | 4        | 180 (7 equipos)  | Idol Star Athletics Championships – New Year Special & Idol Star Athletics Championships – Chuseok Special                         | [ 15 ] [ 16 ] [ 17 ] |
| 2016 | Gimnasio de Goyang    | 15 de septiembre de 2016      | 8            | 4               | 4        | 200 (7 equipos)  | Idol Star Athletics Championships – New Year Special & Idol Star Athletics Championships – Chuseok Special                         | [ 15 ] [ 16 ] [ 17 ] |
| 2017 | Gimnasio de Goyang    | 30 de enero de 2017           | 8            | 4               | 4        | 194 (8 equipos)  | Idol Star Athletics Championships                                                                                                  | [ 20 ] [ 21 ]        |
| 2018 | Gimnasio de Goyang    | 15 y 16 de Febrero            | 11           | 6               | 5        | 200 (14 equipos) | Idol Star Athletics Championships – New Year Special & Idol Star Athletics Championships – Chuseok Special                         |                      |
| 2018 | Gimnasio de Goyang    | 25 y 26 de Septiembre         |              |                 |          |                  | Idol Star Athletics Championships – New Year Special & Idol Star Athletics Championships – Chuseok Special                         |                      |
| 2019 | Gimnasio Samsan World | 5 y 6 de Febrero              |              |                 |          |                  | Idol Star Athletics Championships – New Year Special & Idol Star Athletics Championships – Chuseok Special                         |                      |
| 2019 | Gimnasio Goyang       | 12 y 13 de septiembre         | 7            | 231             |          |                  | Idol Star Athletics Championships – New Year Special & Idol Star Athletics Championships – Chuseok Special                         |                      |
| 2020 | Gimnasio Namdong      | 25 al 27 de Enero             | 7            | 202 (51 grupos) |          |                  | Idol Star Athletics Championships – New Year Special & Idol eSports Athletics Championships & Idol eSports Athletics Championships |                      |
| 2020 | Gimnasio Namdong      | 25 al 27 de Enero             | 7            | 202 (51 grupos) |          |                  | Idol Star Athletics Championships – New Year Special & Idol eSports Athletics Championships & Idol eSports Athletics Championships |                      |
| 2020 | Gimnasio Namdong      | 25 al 27 de Enero             | 7            | 202 (51 grupos) |          |                  | Idol Star Athletics Championships – New Year Special & Idol eSports Athletics Championships & Idol eSports Athletics Championships |                      |
| 2021 |                       | 11 de febrero                 |              |                 |          |                  | Idol Star Athletics Championships – New Year Special: Hall of Fame                                                                 |                      |
| 2021 | 12 de febrero         |                               |              |                 |          |                  | Idol Star Athletics Championships – New Year Special: Hall of Fame                                                                 |                      |
| 2022 |                       | 9 de septiembre               |              |                 |          |                  | Idol Star Athletics Championships – Chuseok Special                                                                                |                      |
| 2022 | 11 de septiembre      |                               |              |                 |          |                  | Idol Star Athletics Championships – Chuseok Special                                                                                |                      |
| 2022 | 12 de septiembre      |                               |              |                 |          |                  | Idol Star Athletics Championships – Chuseok Special                                                                                |                      |
| 2024 |                       | 5 de Agosto                   |              |                 |          |                  | Idol Star Athletics Championships – Chuseok Special                                                                                |                      |
| 2025 |                       | Octubre                       |              |                 |          | 373 (61 equipos) | Idol Star Athletics Championships – Chuseok Special                                                                                |                      |

## Deportes

### Atletismo
| - 50 m - 50 m con obstáculos - 60 m - 70 m - 70 m con obstáculos - 100 m - 100 m con obstáculos - 110 m con obstáculos - 4 × 50 m - caminata de 4 × 50 m - caminata de 4 × 100 m - caminata de 200 m - Salto largo - Salto de altura - Jabalina | - 50 m estilo libre - Gimnasia aeróbica - Arquería - Baloncesto - Curling - Esgrima - Sable individual - Fútbol - Fútbol sala - Gimnasia rítmica - Ssirum - Tenis de mesa |